# Ҁ
Ҁ (minuskule ҁ) je již běžně nepoužívané písmeno cyrilice. Písmeno se nevyskytovalo ve slovech, používalo se pouze pro vyjádření číselné hodnoty 90. Číselnou hodnotou odpovídá svému řeckému stejnojmennému protějšku Ϙ (ϙ), ten se ale pro běžné psaní v řečtině používal.
Písmeno Ҁ nemá odpovídající protějšek v hlaholici.